# Lista de bispos portugueses ordenados no século XXI
Esta é uma lista de bispos católicos portugueses ordenados no século XXI. No século XXI foram criados, até ao momento, 5 Cardeais portugueses, e entre os prelados portugueses que receberam a ordenação episcopal estão 3 Arcebispos, 20 Bispos Diocesanos e 7 Bispos Titulares, bem como 3 Bispos portugueses em funções em Dioceses estrangeiras.

## Cardeais
| Prelado                                        | Vida                  | Cardinalato | Título                                                                         | Carreira |
| ---------------------------------------------- | --------------------- | --- | ------------------------------------------------------------------------------ | --- |
| D. José Saraiva Martins                        | 1932 (93 anos)        | 2001 – João Paulo II Cardeal-Diácono de Nostra Signora del Sacro Cuore 2009 – Bento XVI Cardeal-Bispo de Palestrina | Prefeito Emérito da Congregação para as Causas dos Santos                      | 1988–1998 Secretário da Congregação da Educação Católica 1998–2008 Prefeito da Congregação para as Causas dos Santos                                                                                     |
| Patriarca D. José IV D. José da Cruz Policarpo | 1936–2014 († 78 anos) | 2001 – João Paulo II Cardeal-Presbítero de Santo António dos Portugueses                                            | 16º Cardeal-Patriarca de Lisboa Presidente da Conferência Episcopal Portuguesa | 1978–1997 Bispo Auxiliar de Lisboa 1997–1998 Arcebispo Coadjutor de Lisboa 1998–2013 Patriarca de Lisboa 1999–2005 e 2011–2013 Presidente da Conferência Episcopal Portuguesa                            |
| D. Manuel Monteiro de Castro                   | 1938 (86 anos)        | 2012 – Bento XVI Cardeal-Diácono de S. Domingos de Gusmão                                                           | Penitenciário-Mor Emérito da Santa Sé                                          | 1985–2009 Núncio Apostólico 2009–2012 Secretário da Congregação dos Bispos e do Colégio dos Cardeais 2012–2013 Penitenciário-Mor da Santa Sé                                                             |
| Patriarca D. Manuel III D. Manuel Clemente     | 1948 (76 anos)        | 2015 – Papa Francisco Cardeal-Presbítero de Santo António dos Portugueses                                           | 17º Cardeal-Patriarca de Lisboa Presidente da Conferência Episcopal Portuguesa | 1999–2007 Bispo Auxiliar de Lisboa 2007–2013 Bispo do Porto 2013– Patriarca de Lisboa 2011–2013 Vice-Presidente da Conferência Episcopal Portuguesa 2013– Presidente da Conferência Episcopal Portuguesa |
| D. António Marto                               | 1947 (77 anos)        | 2018 – Papa Francisco Cardeal-Presbítero de S. Maria sopra Minerva                                                  | Bispo Emérito de Leiria-Fátima                                                 | 2000–2004 Bispo Auxiliar de Braga 2004–2006 Bispo de Viseu 2006–2022 Bispo de Leiria-Fátima 2008–2011 e 2013–2020 Vice-Presidente da Conferência Episcopal Portuguesa                                    |
| D. José Tolentino Mendonça                     | 1965 (59 anos)        | 2019 Papa Francisco Cardeal-Diácono dos Santos Domingos e Sisto                                                     | Arquivista e Bibliotecário da Santa Igreja Romana                              | 2018– Arquivista e Bibliotecário da Santa Igreja Romana |

## Arcebispos
| Prelado                     | Vida           | Título                           | Carreira                                                                              |
| --------------------------- | -------------- | -------------------------------- | ------------------------------------------------------------------------------------- |
| D. Francisco Senra Coelho   | 1961 (64 anos) | Arcebispo de Évora               | 2014–2018 Bispo Auxiliar de Braga 2018– Arcebispo de Évora                            |
| D. José Avelino Bettencourt | 1962 (62 anos) | Núncio Apostólico                | 2012–2018 Chefe de Protocolo da Santa Sé 2018– Núncio Apostólico na Arménia e Geórgia |
| D. José Cordeiro            | 1967 (57 anos) | Arcebispo Primaz-Eleito de Braga | 2011–2021 Bispo de Bragança-Miranda 2021– Arcebispo Primaz-Eleito de Braga            |

## Bispos Diocesanos
| Prelado                                | Vida                  | Título                                                                     | Carreira |
| -------------------------------------- | --------------------- | -------------------------------------------------------------------------- | --- |
| D. Antonino Dias                       | 1948 (76 anos)        | Bispo de Portalegre-Castelo Branco                                         | 2000–2008 Bispo Auxiliar de Braga 2008– Bispo de Portalegre-Castelo Branco                                                                                          |
| D. Frei António Montes Moreira, O.F.M. | 1935 (89 anos)        | Bispo Emérito de Bragança-Miranda                                          | 2001–2011 Bispo de Bragança-Miranda 2005–2008 Vice-Presidente da Conferência Episcopal Portuguesa                                                                   |
| D. Amândio Tomás                       | 1943 (81 anos)        | Bispo Emérito de Vila Real                                                 | 2001–2008 Bispo Auxiliar de Évora 2008–2011 Bispo Coadjutor de Vila Real 2011–2019 Bispo de Vila Real                                                               |
| D. Manuel da Rocha Felício             | 1947 (77 anos)        | Bispo da Guarda                                                            | 2002–2004 Bispo Auxiliar de Lisboa 2004–2005 Bispo Coadjutor da Guarda 2005– Bispo da Guarda                                                                        |
| D. António Francisco dos Santos        | 1947–2017 († 69 anos) | Bispo do Porto                                                             | 2004–2006 Bispo Auxiliar de Braga 2006–2014 Bispo de Aveiro 2014–2017 Bispo do Porto                                                                                |
| D. Anacleto Oliveira                   | 1946–2020 († 74 anos) | Bispo de Viana do Castelo                                                  | 2005–2010 Bispo Auxiliar de Lisboa 2010–2020 Bispo de Viana do Castelo                                                                                              |
| D. Ilídio Leandro                      | 1950–2020 († 69 anos) | Bispo de Viseu                                                             | 2006–2018 Bispo de Viseu |
| D. António da Rocha Couto, S.M.P.      | 1952 (72 anos)        | Bispo de Lamego                                                            | 2002–2007 Superior-Geral da Sociedade Missionária Portuguesa 2007–2011 Bispo Auxiliar de Braga 2011– Bispo de Lamego                                                |
| D. João Lavrador                       | 1956 (69 anos)        | Bispo de Viana do Castelo                                                  | 2008–2015 Bispo Auxiliar do Porto 2015–2016 Bispo Coadjutor de Angra (Açores) 2016–2021 Bispo de Angra (Açores) 2021– Bispo de Viana do Castelo                     |
| D. Manuel Linda                        | 1956 (68 anos)        | Bispo do Porto                                                             | 2009–2013 Bispo Auxiliar de Braga 2013–2018 Bispo das Forças Armadas 2018– Bispo do Porto                                                                           |
| D. Virgílio Antunes                    | 1961 (63 anos)        | Bispo-Conde de Coimbra Vice-Presidente da Conferência Episcopal Portuguesa | 2008–2011 Reitor do Santuário de Fátima 2011– Bispo-Conde de Coimbra 2020– Vice-Presidente da Conferência Episcopal Portuguesa                                      |
| D. Nuno Brás                           | 1963 (61 anos)        | Bispo do Funchal                                                           | 2011–2019 Bispo Auxiliar de Lisboa 2019– Bispo do Funchal (Madeira)                                                                                                 |
| D. António Moiteiro Ramos              | 1956 (68 anos)        | Bispo de Aveiro                                                            | 2012–2014 Bispo Auxiliar de Braga 2014– Bispo de Aveiro |
| D. José Traquina                       | 1954 (71 anos)        | Bispo de Santarém                                                          | 2014–2017 Bispo Auxiliar de Lisboa 2017– Bispo de Santarém |
| D. João Marcos                         | 1949 (75 anos)        | Bispo de Beja                                                              | 2014–2016 Bispo Coadjutor de Beja 2016– Bispo de Beja |
| D. José Ornelas Carvalho, S.C.I.       | 1954 (71 anos)        | Bispo de Leiria-Fátima Presidente da Conferência Episcopal Portuguesa      | 2003–2015 Superior-Geral da Congregação dos Dehonianos 2015–2022 Bispo de Setúbal 2020– Presidente da Conferência Episcopal Portuguesa 2022– Bispo de Leiria-Fátima |
| D. António Augusto Azevedo             | 1962 (62 anos)        | Bispo de Vila Real                                                         | 2016–2019 Bispo Auxiliar do Porto 2019– Bispo de Vila Real |
| D. António Luciano Costa               | 1952 (72 anos)        | Bispo de Viseu                                                             | 2018– Bispo de Viseu |
| D. Rui Valério, S.M.M.                 | 1964 (60 anos)        | Bispo das Forças Armadas                                                   | 2018– Bispo das Forças Armadas |
| D. Armando Esteves Domingues           | 1957 (68)             | Bispo Eleito de Angra                                                      | 2018–2022 Bispo Auxiliar do Porto 2022 Bispo Eleito de Angra |

## Bispos Titulares
| Prelado                            | Vida           | Título                                         | Carreira                                                                                |
| ---------------------------------- | -------------- | ---------------------------------------------- | --------------------------------------------------------------------------------------- |
| D. Carlos Azevedo                  | 1953 (71 anos) | Delegado do Conselho Pontifício para a Cultura | 2005–2011 Bispo Auxiliar de Lisboa 2011– Delegado do Conselho Pontifício para a Cultura |
| D. Joaquim da Silva Mendes, S.D.B. | 1948 (77 anos) | Bispo Auxiliar de Lisboa                       | 2008– Bispo Auxiliar de Lisboa                                                          |
| D. Pio Alves                       | 1945 (79 anos) | Bispo Auxiliar do Porto                        | 2011– Bispo Auxiliar do Porto                                                           |
| D. Nuno Almeida                    | 1962 (62 anos) | Bispo Auxiliar de Braga                        | 2016– Bispo Auxiliar de Braga                                                           |
| D. Daniel Batalha Henriques        | 1966–2022      | Bispo Auxiliar de Lisboa                       | 2018–2022 Bispo Auxiliar de Lisboa                                                      |
| D. Américo Aguiar                  | 1973 (51 anos) | Bispo Auxiliar de Lisboa                       | 2019– Bispo Auxiliar de Lisboa                                                          |
| D. Vitorino Soares                 | 1960 (64 anos) | Bispo Auxiliar do Porto                        | 2019– Bispo Auxiliar do Porto                                                           |
| D. Delfim Esteves Gomes            | 1962 (63)      | Bispo Auxiliar-Eleito de Braga                 | 2022– Bispo Auxiliar-Eleito de Braga                                                    |

## Bispos Portugueses em Dioceses Estrangeiras
| Prelado                                 | Vida           | Título                       | Carreira                                                      |
| --------------------------------------- | -------------- | ---------------------------- | ------------------------------------------------------------- |
| D. Joaquim Ferreira Lopes, O.F.M. Cap.  | 1949 (75 anos) | Bispo de Viana               | 2001–2007 Bispo de Dundo, Angola 2007– Bispo de Viana, Angola |
| D. Manuel Mendes dos Santos, C.M.F.     | 1960 (64 anos) | Bispo de São Tomé e Príncipe | 2006– Bispo de São Tomé e Príncipe, São Tomé e Príncipe       |
| D. José Caires de Nóbrega, S.C.I.       | 1951 (73 anos) | Bispo de Mananjary           | 2000– Bispo de Mananjary, Madagáscar                          |
| D. Valentim Fagundes de Meneses, M.S.C. | 1953 (71 anos) | Bispo de Balsas              | 2006– Bispo de Balsas, Brasil                                 |